# Aleksandr Akimov
Pour les articles homonymes, voir Akimov.
Alexandre Fiodorovitch Akimov (en russe : Александр Фёдорович Акимов), né le 6 mai 1953 à Novossibirsk (Union soviétique) et mort le 11 mai 1986 à Moscou (Union soviétique) est le contremaître de nuit de l'équipe qui travaille à la centrale nucléaire de Tchernobyl la nuit de l'explosion du réacteur, le 26 avril 1986. Il meurt deux semaines après l'accident du syndrome d'irradiation aiguë.

## Biographie
Alexandre Akimov est né le 6 mai 1953 à Novossibirsk en république socialiste soviétique de Russie (URSS). Sa mère se nomme Zinaïda Timofeïevna Akimova et son père Fiodor Vasilievitch Akimov.
En 1976, Akimov obtient son diplôme en ingénierie et automatisation des processus de production de chaleur et d'électricité à l'Institut d'ingénierie énergétique de Moscou. 
Il commence sa carrière à la centrale nucléaire de Tchernobyl en septembre 1979. Au cours de ses premières années à Tchernobyl, il occupe les postes d'ingénieur principal en gestion des turbines et de superviseur de quart dans la salle des machines.
Le 10 juillet 1984, Alexandre Akimov est nommé superviseur de l'unité 4 du réacteur.
Il est marié à Lioubov Nikolaïevna Akimova avec laquelle il a 2 enfants, Alexandre et Konstantin.

## Catastrophe de Tchernobyl
Dans la nuit du 25 au 26 avril 1986, Akimov exerce ses fonctions de chef de quart du réacteur no 4 qui explose à la suite d'un essai.
Akimov décède le 11 mai 1986, deux semaines après l'accident, à l'âge de 33 ans, du syndrome d'irradiation aiguë. Pendant son hospitalisation, son visage était en train de se décomposer, exposant sa section coronale. Ne pouvant plus parler, il communiquait par le code Morse en tapotant du doigt. 
Lors de l'enquête initiale, ses collègues et lui-même avaient été blâmés. Ce n’est que plus tard qu'ont été reconnus la responsabilité du directeur de l’usine et les défauts de conception du réacteur nucléaire concerné (de type RBMK).

## Reconnaissance
Le 12 décembre 2008, Alexandre Akimov reçoit l'ordre du courage du 3e degré, à titre posthume, de la part du président de l'Ukraine[réf. nécessaire].

## Dans les médias
Il a été interprété par Alex Lowe dans la production de 2006 de la BBC, Surviving Disaster: Chernobyl Nuclear Disaster et par Sam Troughton dans la série de HBO, Chernobyl, en 2019.